# Principios fundamentales de la seguridad
Los principios fundamentales de la seguridad son las bases que deben seguirse para alcanzar niveles adecuados de seguridad en las instalaciones nucleares y radiactivas.
Todos estos principios se basan en un objetivo primordial:

El objetivo fundamental de la seguridad es la protección de las personas y el medio ambiente de los efectos perniciosos de las radiaciones ionizantes.
OIEA

Para asegurar que las instalaciones nucleares y radiactivas alcanzan este objetivo se deben tomar medidas para:
1. Controlar la exposición de las personas a las radiaciones y las fugas de materiales radiactivos al medio ambiente.
2. Restringir la probabilidad de aquellos sucesos que puedan dar lugar a una pérdida de control del núcleo de un reactor nuclear, de las reacciones en cadena de las fuentes radiactivas o de cualquier otra fuente de radiación.
3. Mitigar las consecuencias de tales eventos si sucedieran.

Estos principios deben ser contemplados por todas las instalaciones y actividades que utilicen fuentes de radiaciones ionizantes durante todas las etapas de su vida (planificación, emplazamiento, diseño, fabricación, construcción, operación, desmantelamiento y cierre).
En función de estos principios básicos se han formulado diez principios de seguridad. Esos diez aplican en cualquier instalación, sin embargo, según sus diferentes características en cada una de ellas serán más importantes unos principios u otros.
1. Responsabilidad de la seguridad: La responsabilidad principal de la seguridad debe recaer en la persona u organismo responsable de las instalaciones y actividades que dan lugar a cualquier riesgo a las radiaciones.
2. Rol del gobierno: Se debe establecer y mantener en marco legal y gubernamental de seguridad efectivo, que incluya una autoridad reguladora independiente.
3. Liderazgo y gestión de la seguridad: Se debe establecer y mantener un liderazgo y gestión de la seguridad en las organizaciones involucradas y en las instalaciones y actividades que puedan dar lugar a riesgos a las radiaciones.
4. Justificación de las instalaciones y actividades: Toda instalación y actividad que de lugar a un riesgo a las radiaciones deben proporcionar un beneficio neto.
5. Optimización de la protección: La protección se debe optimizar de forma que proporcione los niveles más elevados de seguridad que se puedan alcanzar de forma razonable.
6. Límites a los riesgos de los individuos: Las medidas encaminadas al control de los riesgos de radiación deben asegurar que ningún individuo sufra un riesgo inaceptable de un daño.
7. Protección de las generaciones presentes y futuras: Las personas y el medio ambiente, tanto presentes como futuras, deberán estar protegidos frente a los riesgos de radiaciones.
8. Prevención de accidentes: Se deben efectuar todos los esfuerzos prácticos que prevengan y mitiguen los accidentes nucleares o radiactivos.
9. Preparación y respuesta a las emergencias: Se deben llevar a cabo todas las disposiciones para la preparación y respuesta a las emergencias debidas a incidentes nucleares o de radiaciones.
10. Actuaciones de protección que reduzcan los riesgos a las radiaciones ya existentes (naturales) o no reguladas: Las acciones de protección destinadas a reducir los riesgos a las radiaciones ya existentes o no reguladas deben justificarse y optimizarse.